# Bond Cars

Bond (Бонд) — з 1948 року англійський виробник автомобілів та мотоциклів. Штаб-квартира розташована в місті Престон. У 1968 році компанію купує фірма Dutton-Foreshaw Group, а в 1969 році — компанія Reliant. У 1974 році компанія припинила виробництво автомобілів.

## Лоуренс Бонд
Лоуренс Бонд під час війни працював в авіаційній фірмі Blackburn Aircraft, яка виготовляла однойменні літаки. Після війни він залишив підприємство і почав виготовляти штучні спортивні автомобільчики, на початку 1948 року він побудував 3-колісний автомобільчик для поїздок у магазин. Машина була оснащена 122-кубовим 2-тактним двигуном фірми Villiers потужністю в 5 к.с., мотоциклетна коробка передач мала 3 передачі, при цьому не мала заднього ходу. Кузов машини був зроблений з алюмінієвих листів. Незабаром Бонду прийшла ідея продавати такі авто, і він сказав, що через три місяці можна буде знайти ці транспортні засоби у вільному продажу.

## Заснування компанії
Сам він починає шукати потужності для виробництва цих ТЗ, недалеко знаходилося підприємство Sharp's Commercials Ltd, яке займалося ремонтом військової техніки для Британського військового відомства. Бонд іде на переговори з директором підприємства, підполковником Чарльзом Реджинальдом Греєм, і пропонує орендувати у фірми приміщення. Підполковник відмовляє в оренді, проте пропонує інший варіант — фірма виготовлятиме для Бонда ці машинки. Якраз у 1948 році закінчувався контракт з урядом країни, і старий вояка не хотів розпускати свою фірму.

## Початок виробництва автомобілів

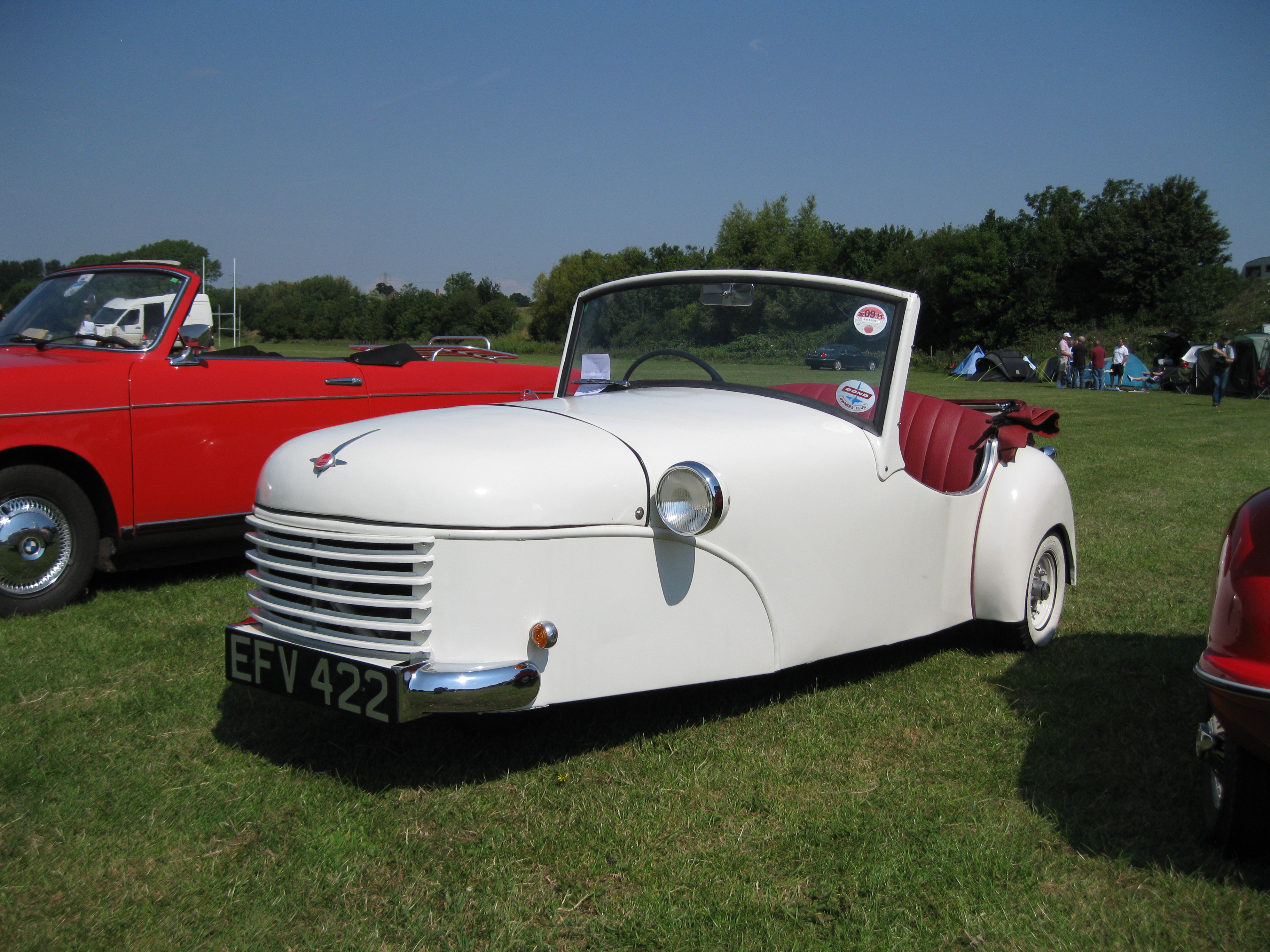
Bond Minicar Mk A

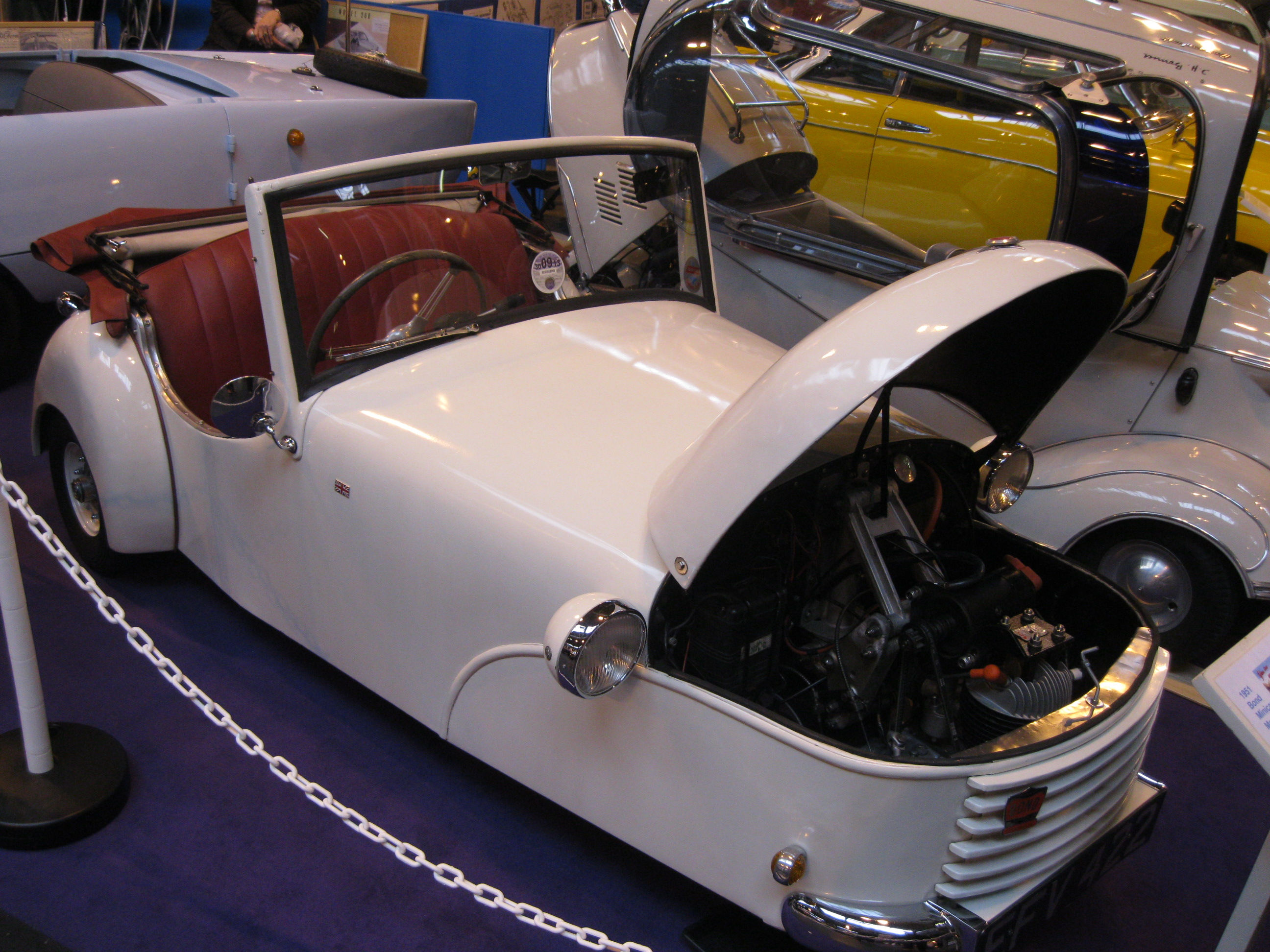
Одноциліндровий двигун прикріплювався до колеса і повертався разом з ним

Під час доведення автомобіля для серійного виробництва Бонд продає конструкцію і права на автомобіль фірмі Sharp's Commercials Ltd. У січні 1949 року автомобіль був названий Bond Minicar. Це був примітивний транспортний засіб, який навіть не мав підвіски, роль пом'якшуючих елементів відігравали покришки; мотор і коробка були такими ж, що і на прототипі, несучий кузов також був виготовлений з алюмінієвих листів. Рульове управління було тросове, гальма — також тросові, і були вони тільки на задніх колесах. Машинка не мала електричного стартера і заводилася або зі штовхача, або за допомогою ножного мотоциклетного стартера. Легке авто спокійно могло розвивати швидкість до 55 км/год, не особливо заважаючи руху повноцінних автомобілів.
У грудні 1949 року з'явилася версія De Luxe, яка вже мала 200-кубовий 8-сильний мотор, на цю машину стали встановлювати запаску, бічне дзеркало й електричний двірник лобового скла. Більш потужна машина могла розвивати швидкість до 70 км/год. У жовтні 1950 року машинка отримує триплексне лобове скло замість плексигласового, а також машина отримала рейкове управління замість ролика і тросів.

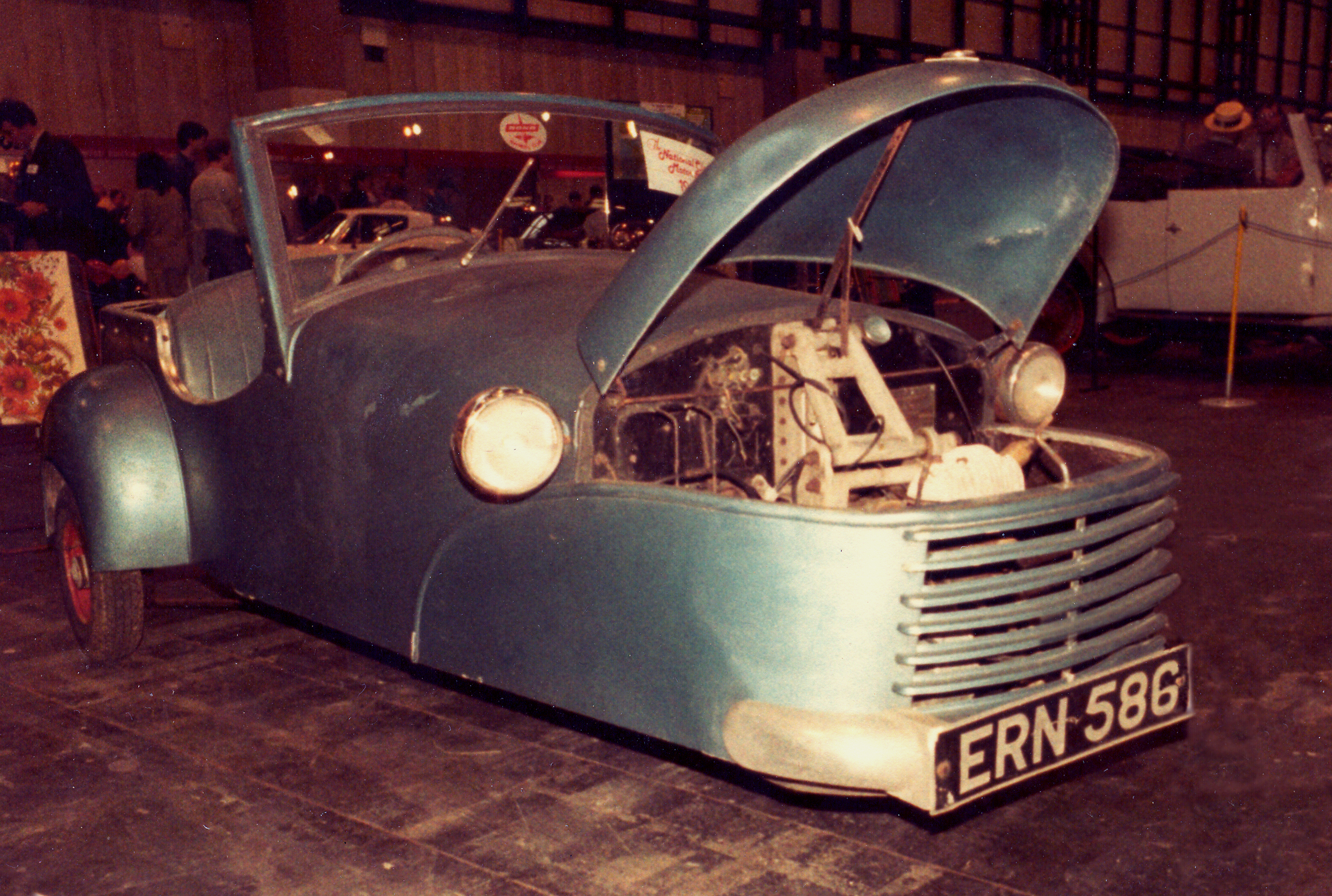
Bond Minicar Mk B

У цьому ж році фірма починає випускати мотоцикли, особливість яких — лита рама з алюмінієвих сплавів і знову-таки відсутність будь-якої підвіски. У липні 1951 року 3-колісний автомобіль модернізують, продавши близько 2000 автомобілів першого покоління. Нова машина зовні мало чим відрізнялася від авто першого покоління, але тепер Microcar Mk B отримав підвіску коліс, яка була незалежною, розробив її Гренвіл Бредшоу, інженер, який в 1915–1923 роках працював в мотоциклетному відділенні фірми АВС Motors, а потім відповідав за авіаційні розробки. Ззаду Бредшоу встановив свічкову підвіску, а спереду — гідравлічний амортизатор. Незабаром розробники запропонували своїм покупцям й інші версії кузова крім кабріолета, але комерційні версії стали продаватися під брендом Sharp's, це були Minitruck — пікап, який міг брати на борт 150 кг вантажу, і Minivan.

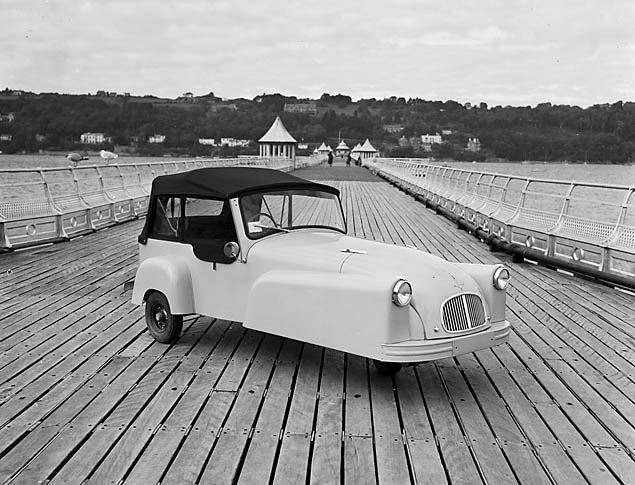
Bond Minicar Mk C Tourer

На базі останнього з'явився пасажирський варіант, який отримав назву Family Safety Saloon, ззаду кріпився гамак, на якому могли сидіти діти, тим самим транспортний засіб став сімейним. Однак Бредшоу не сидів, склавши руки, а працював над новою машиною, яку планувалося запустити у виробництво влітку 1952 року, однак з ряду причин будувати її стали тільки в жовтні. Нова машина Mk C брала за основу кузов моделі Mk В, з тією різницею, що з пасажирської сторони з'явилися двері, а передок піддався сильному рестайлінгу, з'явилися передні «крила», в які вбудували фари, виготовляли їх із склопластику, також встановили бампери. Кріплення мотора переробили, що тепер дозволило встановити рульове управління типу «черв'як і ролик», який дозволяв крутити колесо на 180 градусів. Всі три колеса отримали гальма, що істотно скоротило гальмівний шлях машинки.

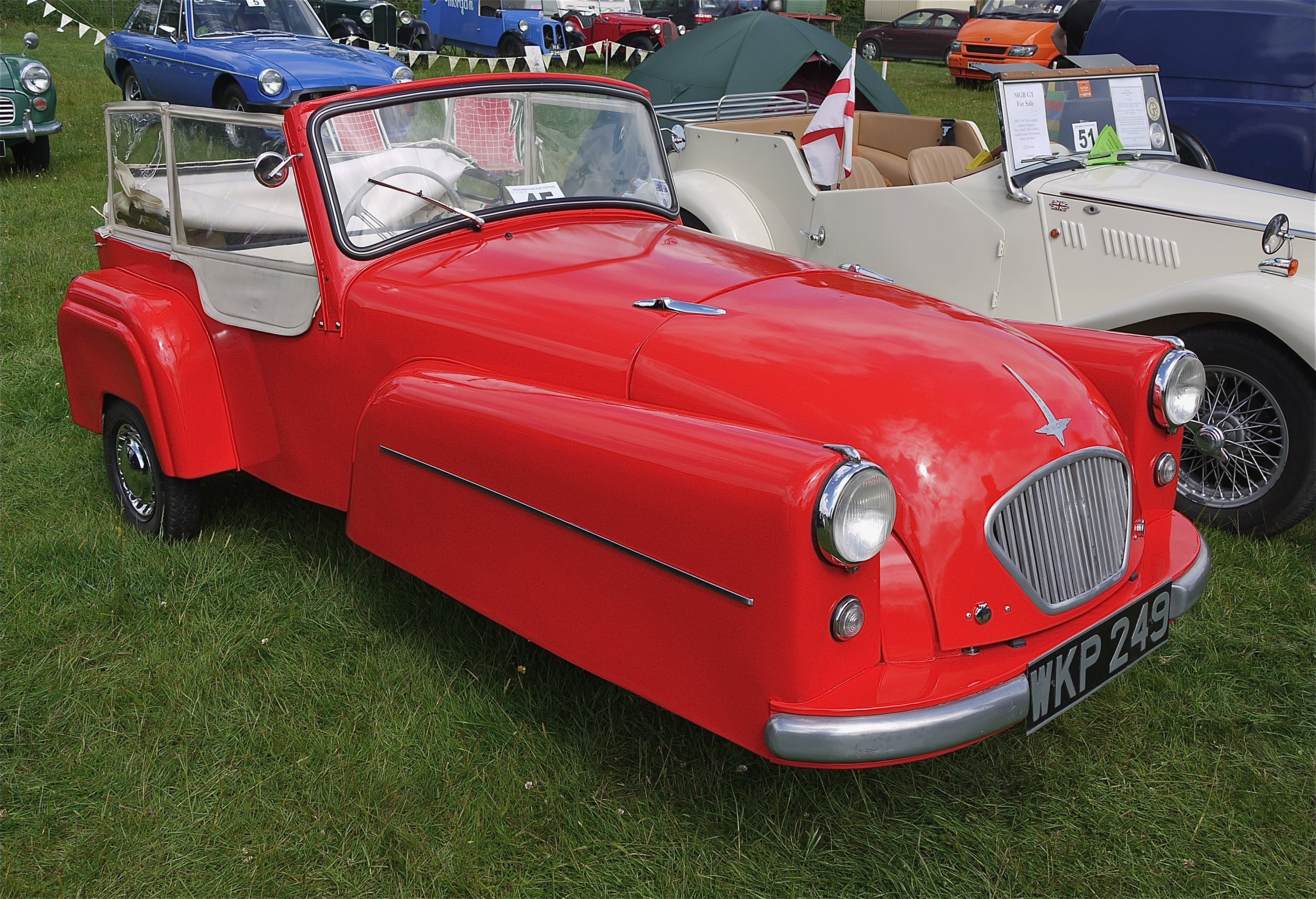
Bond Minicar Mk C De Luxe Tourer

Так само, як і у попередника, було два варіанти моделі — базова Standard і De Luxe, яка комплектувалася електричним стартером і довгим переднім ложементом, на відміну від базової, яка мала два роздільних сидіння. У 1954 році з'явився закритий кузов Family Safety, який також мав два варіанти оснащення, через рік люксову версія стало можливим відрізнити від базових по іншій формі радіаторної решітки, яка стала нагадувати решітку автомобілів марки MG.
Цей час став золотим часом для фірми, оскільки випускалося в цей період по 100 машин на тиждень. У 1956 році припиняється виробництво комерційних версій, які продавалися під маркою Sharp's. У травні пасажирський варіант знову модернізують, як і минулого разу у випадку з серіями В і А, Mk D відрізнявся від Mk C в основному з технічної частини. На машину поставили новий, більш потужний мотор того ж об'єму (9 к.с.), задній міст отримав інше передавальне відношення, що дозволило тепер розвивати 82 км/год. Електрообладнання було перероблено з 6V на 12V, що дозволило оснастити дорогі версії дінастартом фірми SIBA, тепер машини могли здавати заднім ходом за допомогою електротяги, для цього потрібно було натиснути на потрібну клавішу, розташовану на панелі приладів. Зовні ж відмінності зводилися до хромованого декору на більш дорогих варіантах, і можливості замовити знімний жорсткий дах для відкритої версії.

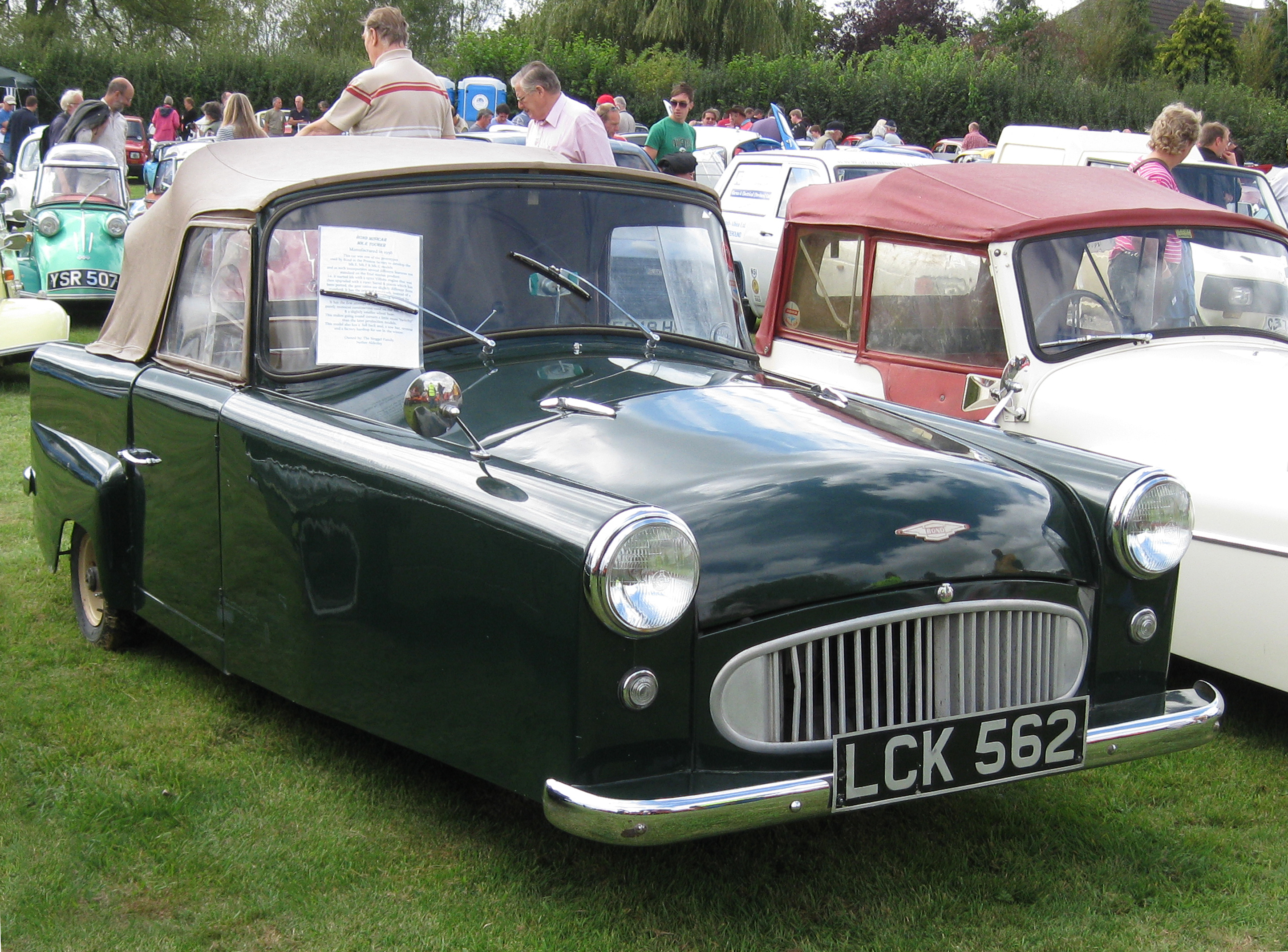
Bond Minicar Mk E

У грудні 1957 року з'являється нова модель — Microcar Mk E, машина вже мала напіврамну конструкцію, при колишніх розмірах ходової частини машина отримала більший кузов, (+ 35 см), що дозволило з великим комфортом розташувати пасажирів, також з'явилися повноцінні двері, раніше їх не робили, бо тоді страждала жорсткість кузова. Якщо мотор залишився колишнім, то коробку машина отримала нову, тепер вона мала 4 ступені.
Разом з тим у виробництві залишається стара модель, але в найдорожчому варіанті і з дахом, оскільки на неї був непоганий попит. Обидві машини випускалися паралельно, в жовтні 1958 модель Mk D De Luxe також отримує 4-ступінчасту коробку передач, проте випускалася така машина всього один місяць, оскільки в листопаді 1958 року обидві машини змінюються іншою моделлю — Microcar Mk F.

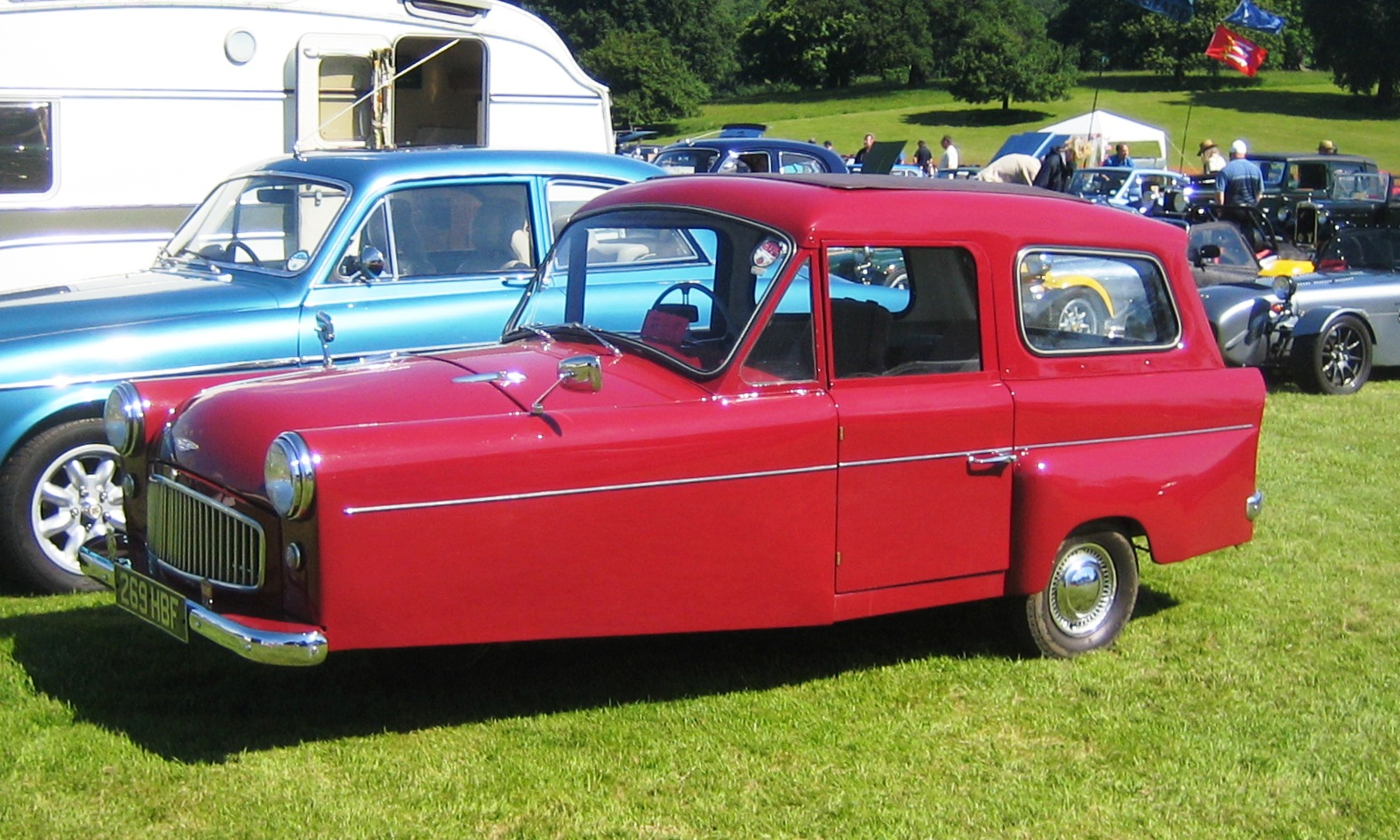
Bond Minicar Mk F Family Saloon

Зовні Mk F майже не відрізнялася від Mk Е, проте під капотом у неї був вже 250-кубовий мотор, який видавав 12 сил, що в парі з 4-ступінчастою коробкою передач дозволяє розганятися до 90 км/год. Ця модель мала 3 типи кузова: відкритий Tourer, 2-місний купе — Saloon Coupe, і 4-місний Family Saloon.
У березні 1960 року на базі Family Saloon з'являється ще одна версія — Ranger, яка була вантажним варіантом цієї машини. Остання мала ще одну версію — Van, яка відрізнялася від Ranger тим, що мала всього одне сидіння — водійське. Це покоління триколісних авто стало найпопулярнішим за історію марки.
У серпні 1961 року з'являється ще одна нова версія — Mk G, яка була побудована на базі Mk F. Зовнішні відмінності зводились до нових дверей, даху, рамці лобового скла, які зроблені зі склопластику. Мотор мав той же об'єм і потужність, але був іншої, нової моделі, задня підвіска була також замінена на нову. Гальма отримали гідравлічний привід фірми Lockheed. Оскільки попередня модель залишилася у виробництві, то нову спочатку пропонували в єдиному варіанті — Saloon, але вже через рік додалися версії Estate (універсал) і Ranger. Тим часом у листопаді 1962 року уряд оголосив про податкове послаблення для 4-колісних автомобілів, покупка і податковий тягар упав на 20%, що сильно зменшило розрив між триколісними авто і автомобілями класу «міні».
Така новина не могла порадувати керівництво фірми, тому терміново починаються роботи над 4-колісним автомобілем, заради цього проєкту припиняють виробництво мотоциклів. Керуючий директор Том Градрікс розуміє, щоб створити нову машину своїх сил не вистачить, треба шукати партнера, який надасть готову платформу, однак треба створити щось таке, щоб не конкурувало напряму з «донором». Спочатку спробували побудувати прототип на агрегатах Ford Anglia, потім на агрегатах BMC, проте всі переговори ясно давали зрозуміти, що економічного резону працювати з цими фірмами немає. Тоді на думку спадає звернутися до фірми Triumph, яка не відмовляла в більшості випадків іншим фірмам в поставках своїх агрегатів. Тут якраз цю компанію прибере до рук давній сусід фірми Sharp's по вулиці — корпорація Leyland. Градрікс переходить вулицю і укладає договір про поставку агрегатів моделей Herald, Spitfire і Vitesse на завод фірми Sharp's в Престоні. Маленька фірма домовляється про продаж свого майбутнього автомобіля через дилерську мережу фірми Triumph, що обіцяло хороший збут.

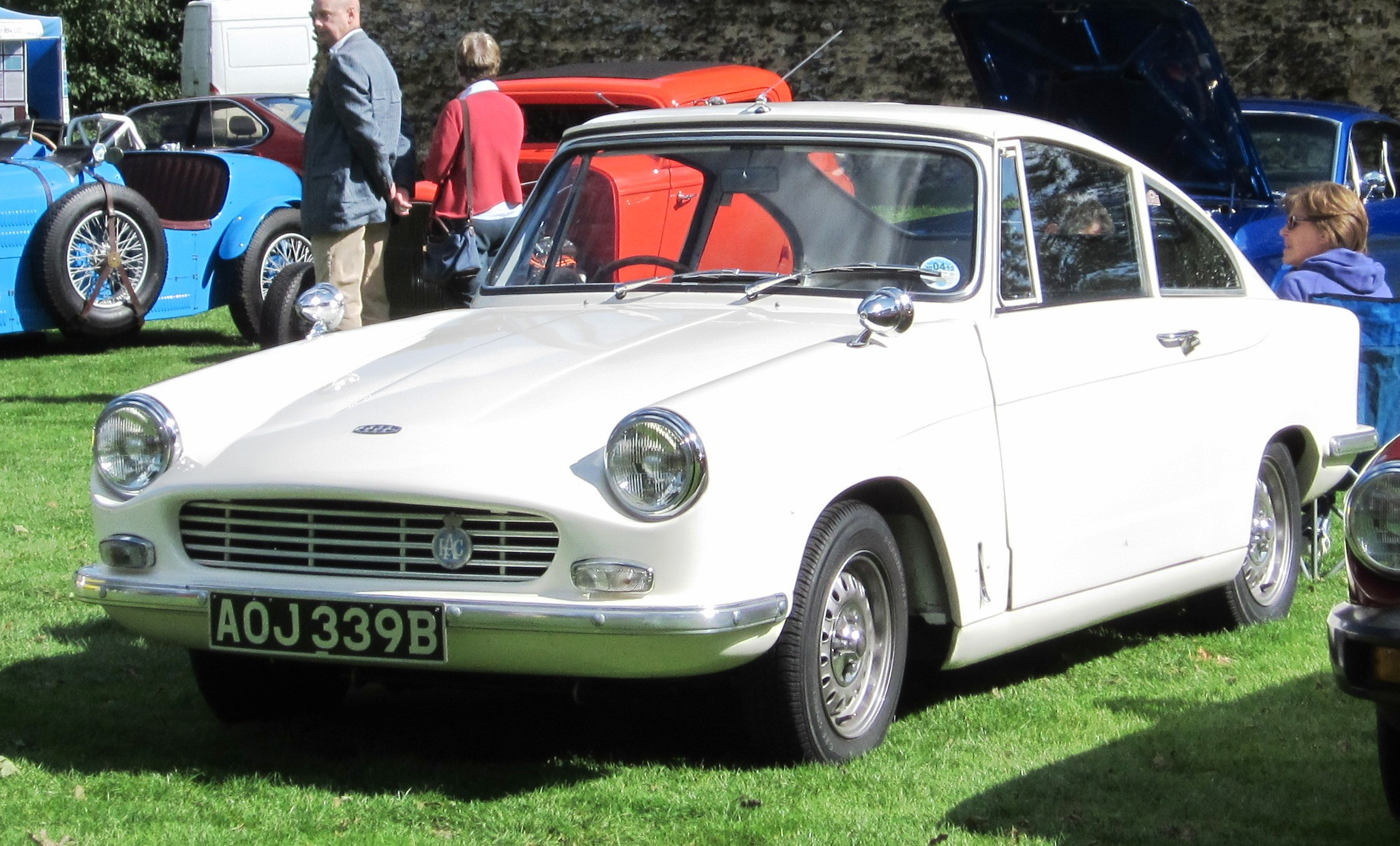
Bond Equipe GT 2+2

У травні 1963 року на автомобільному шоу був вперше показаний купе Bond Equipe GT 2+2.
Цей автомобіль мав шасі і техніку від Triumph Herald, на який встановили склопластиковий кузов, спроєктований Лоуренсом Бондом, автором першого автомобіля цієї марки. Крім технічного оснащення машина мала від «Геральда» ще двері і лобове скло. Цей автомобіль непогано прийняли шанувальники марки Triumph, які не хотіли переходити до інших брендів через свої традиційні пристрасті, і в той же час хотілося чогось нового.
У той же час не забули і про 3-колісну машину, клієнтам трициклу дали можливість замовляти за доплату варіант з 2-циліндровим мотором, також в 250 кубів, але який вже розвивав 15 к.с.. Проте було вже ясно, що конструкція цього транспортного засобу зжила себе, конкуренти з Reliant вже давно використовували 4-циліндрові двигуни водяного охолодження, а Bond все ще їздили за допомогою одноциліндрового моторчика. Почалися роботи над новим триколісним автомобілем, а поки в 1964 році Microcar Mk G отримує відкриту версію Tourer, оскільки роком раніше закінчилося виробництво серії Mk F.

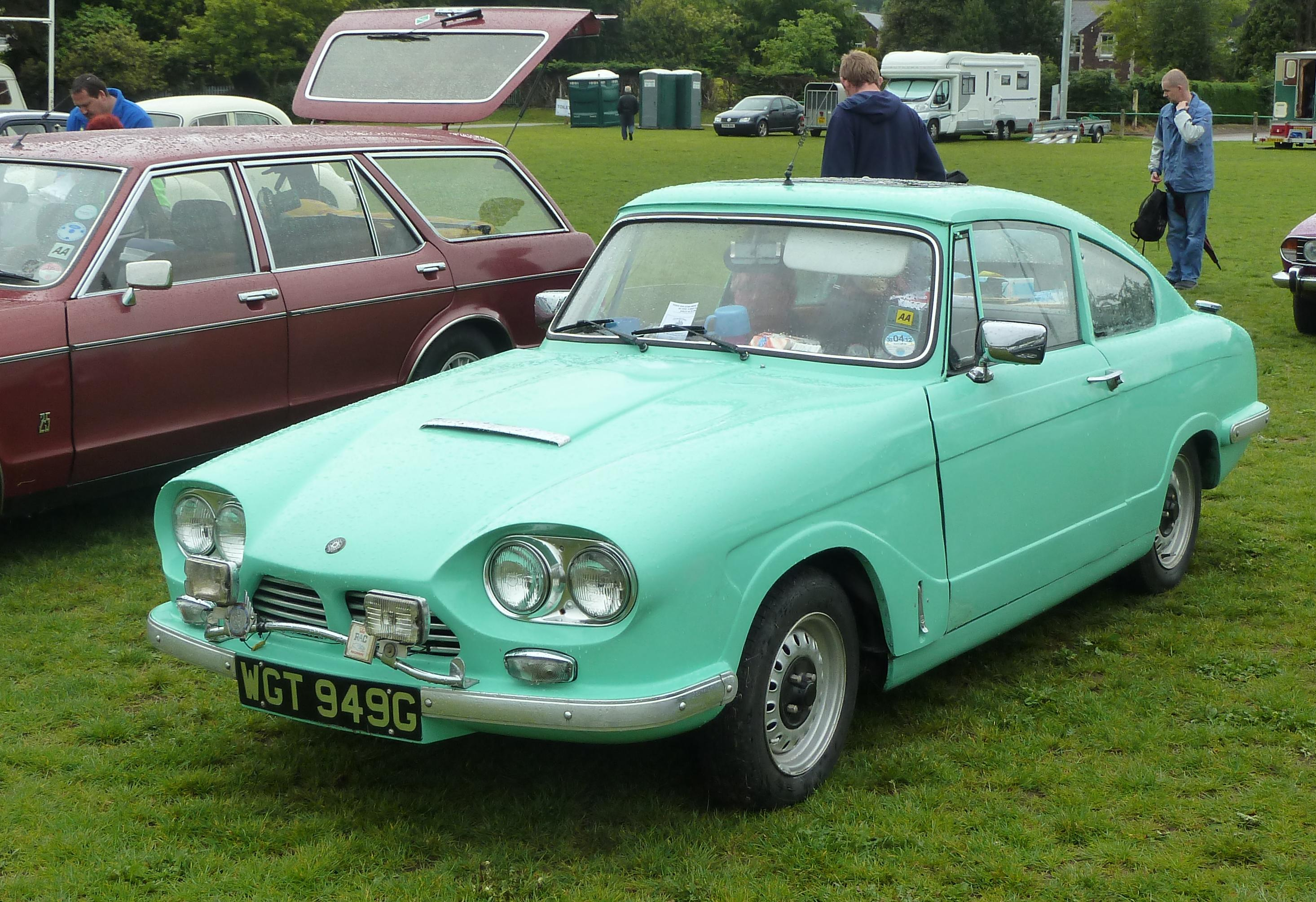
Bond Equipe GT4S

Тим часом у вересні 1964 року з'явилася ще одна 4-колісна модель. Eqiupe GT 2+2 не мав багажної кришки, так що кузов переробили, заодно збільшився простір для задніх пасажирів, тепер там могли сидіти не тільки діти, а й дорослі. Зовні машина стала відрізнятися наявністю «чотириокої» оптики.
Влітку 1965 року модель GT 2+2 знімають з виробництва, а GT4S отримує новий мотор 1.15 л, потужністю в 67 к.с., який був запозичений від Triumph Spitfire MkII, колишній мотор при тому ж об'ємі розвивав 63 к.с..

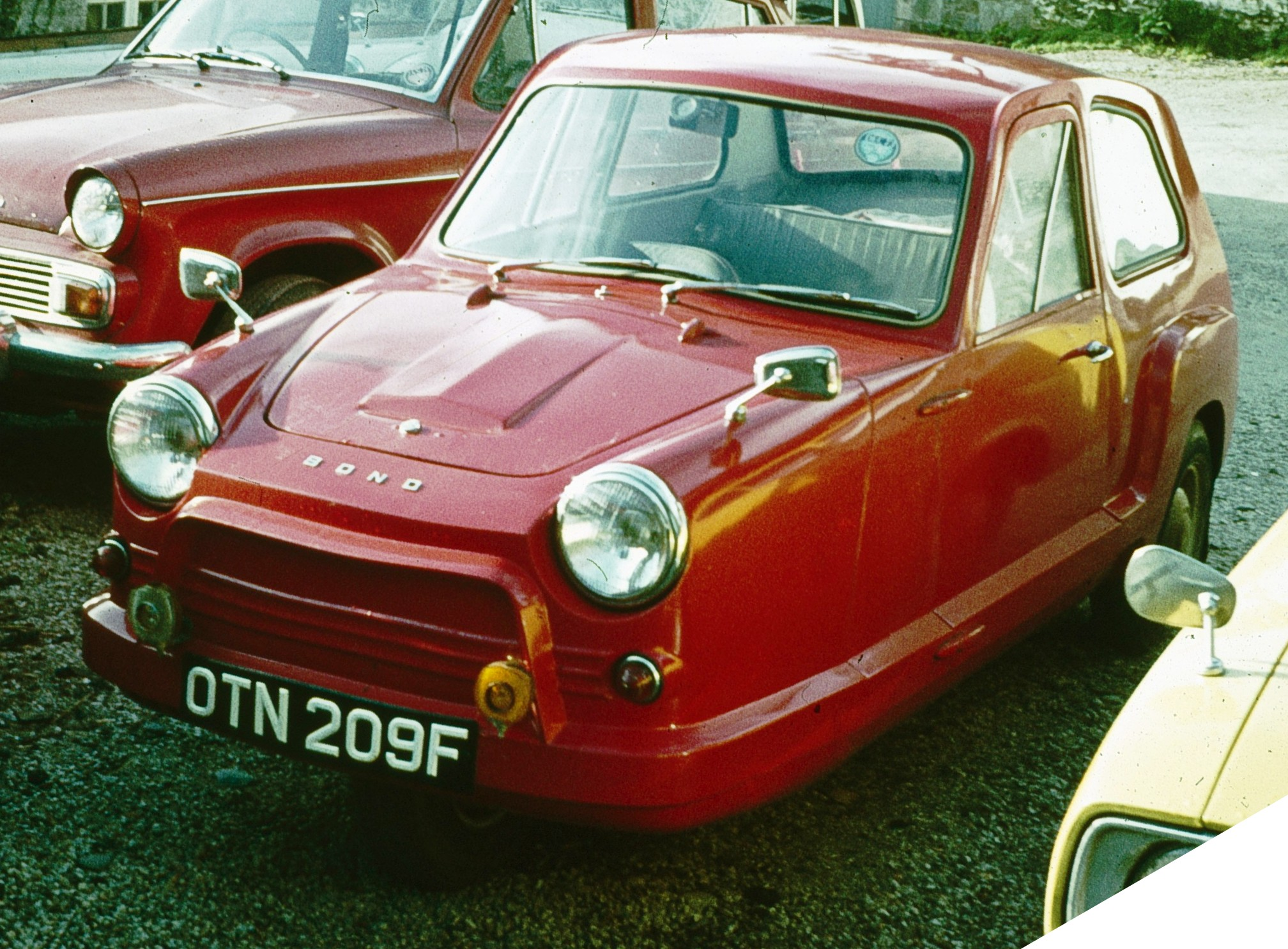
Bond 875

У серпні анонсується нова 3-колісна машина. Під час її розробки було розглянуто безліч варіантів конструкції, в якій би запозичувалися вузли інших машин, проте жоден варіант не вписувався у вагові категорії, які дозволяли б автомобілю бути в класі мотоколясок, оподатковуваних щадним податком. У підсумку зупинилися на агрегатах задньомоторного Hillman Imp, плюс від нього були використані шасі, які піддалися переробкам (машина була 3-колісна). Крім передка була перероблена і задня підвіска, решта ж не відрізнялося від донора, правда 875-кубовий мотор вибрали не від пасажирського варіанту, а від вантажного, який був на 5 к.с. слабшим і видавав 34 к.с.. Але і з ним легша машина розвивала більшу швидкість, ніж 4-колісний донор, фірма заявляла, що машина розвивала швидкість до 130 км/год, а розгін до ста займав 16 секунд, проте Джон Сертіс, єдиний гонщик, який став чемпіоном світу і у Формулі 1, і мотогонках, розігнав це триколісне авто на трасі в Брендс Хетч до швидкості в 161 км/год. Кузов машини був побудований зі склопластику, але мав і алюмінієві елементи кузова. І цього разу автором дизайну виступив Бонд.
В цей же час фірма змінює свою назву на Bond Cars Ltd, тепер і фірма, і продукція мали однакову назву. Через кілька місяців після демонстрації нового 3-колісного авто з виробництва зняли Microcar Mk G у варіантах Saloon і Tourer, залишивши тільки вантажний варіант Ranger і вантажопасажирський Estate, однак нову машину не вдалося запустити у виробництво до літа 1966 року. Справа в тому, що виробничі потужності фірми не були настільки великими, щоб забезпечити безпроблемне виробництво автомобілів, склопластикові кузови вимагали багато місця для їх сушки, так що доводилось скуповувати найближчі приміщення, оскільки в цей час фірма стала продавати свою продукцію в Європі і навіть у Латинській Америці (завдяки шоу-румам фірми Triumph). У листопаді 1966 року на спокій йде модель Mk G, яка з численними модернізаціями, по суті, була конструкцією вісімнадцятирічної давності.
У лютому 1967 року купе-фастбек отримує новий 1300-кубовий мотор від Spitfire, потужністю в 75 к.с., також машина отримує збільшені гальмівні диски і задню підвіску від цієї моделі, шасі було від Herald, оновлена машина отримала назву Bong Eqiupe GT4S 1300. Зовні змін не було, але в салоні з'явилися ремені безпеки і дерев'яний набалдашник КПП замість пластикового попередника. Через місяць триколісне авто отримує вантажну версію, яка за традицією називалася Ranger.

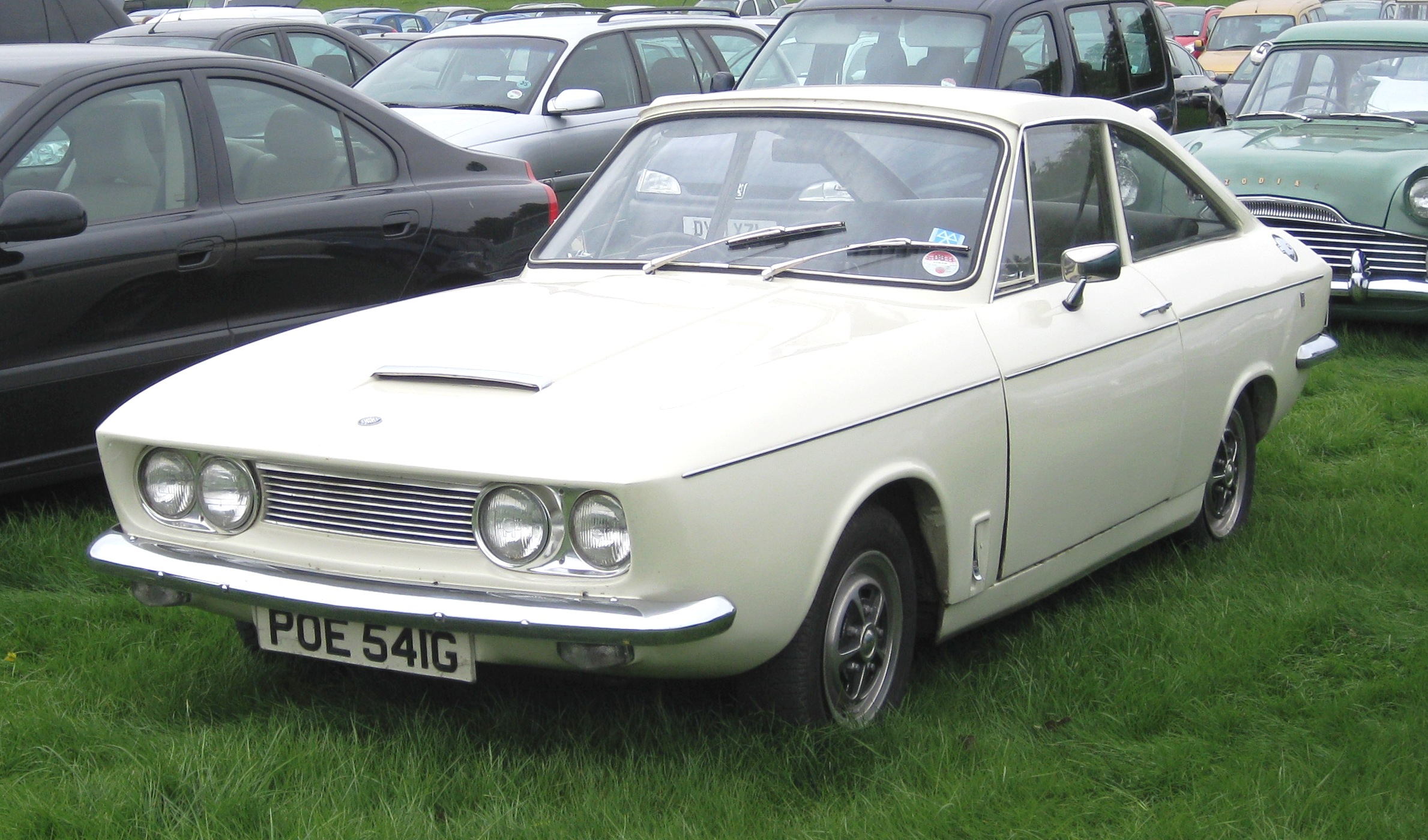
Bond Equipe 2-Litre GT

Наприкінці літа того ж року з'являється ще одна 4-колісна модель, цього разу як донор виступила більша машина — Triumph Vitesse з 2-літровим 6-циліндровим мотором, потужністю в 95 к.с., для цієї машини був спроєктований і зовсім новий кузов, більший в розмірах.
Якщо цього разу кузов не запозичив кузовні панелі автомобілів марки Triumph, крім решітки радіатора і бамперів, то салон був збірною солянкою: панель приладів була від Vitesse, а самі прилади — від Spitfire, передні сидіння були також від «Тріумфу», в той час як задні були самостійною розробкою.

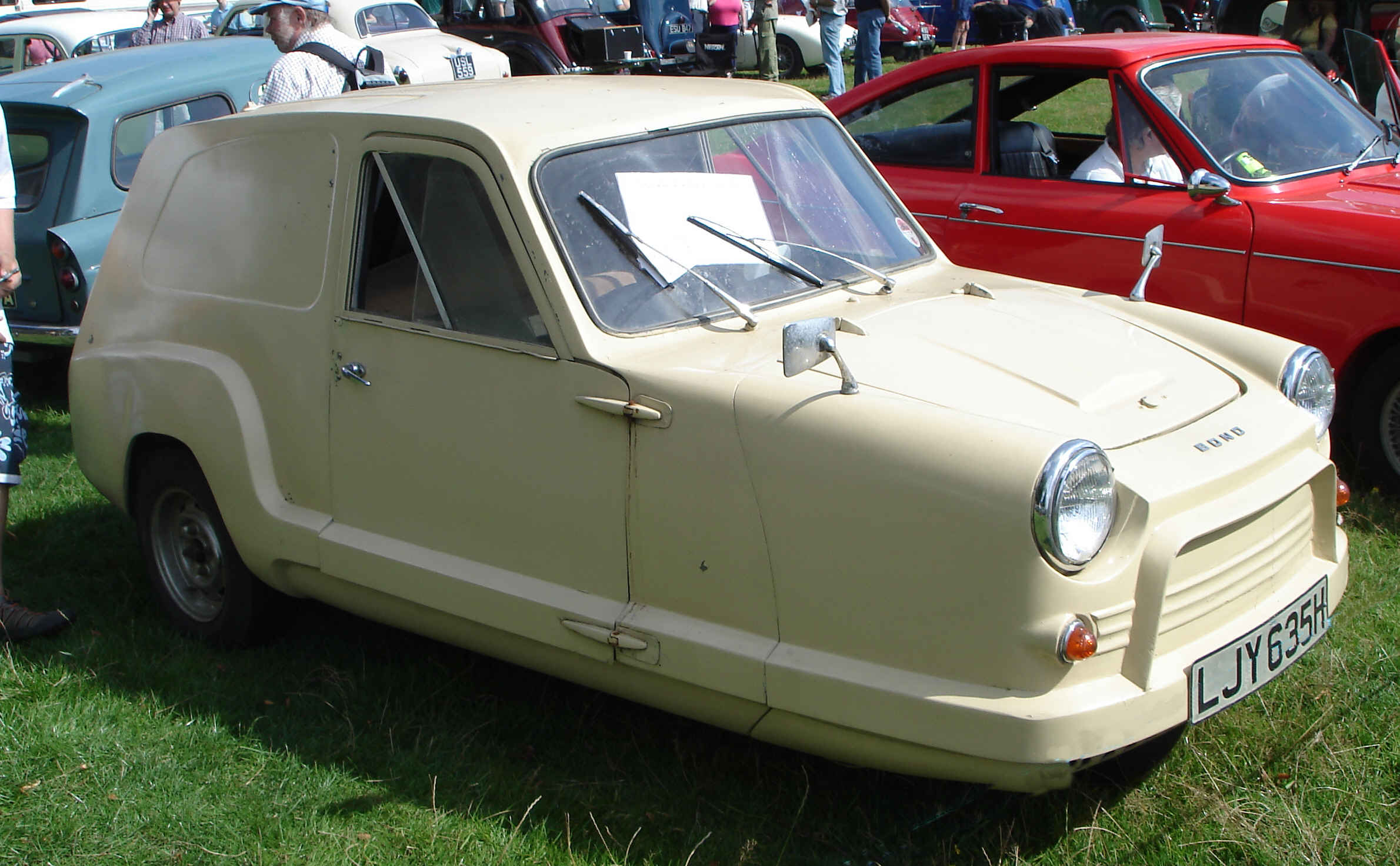
Bond 875 Van

У квітні 1968 року модель 875 отримує нові фари, фальшрадіаторну решітку, сидіння і кришку багажника. Нова модель 875 Mk II позбулася проблем, властивих колишній моделі. Колишня модель страждала через неякісне кріплення сидінь, підтікання кузова, в тому числі через вікна. Також машина тепер стала оснащуватися опалювачем, який до цього був тільки опцією.

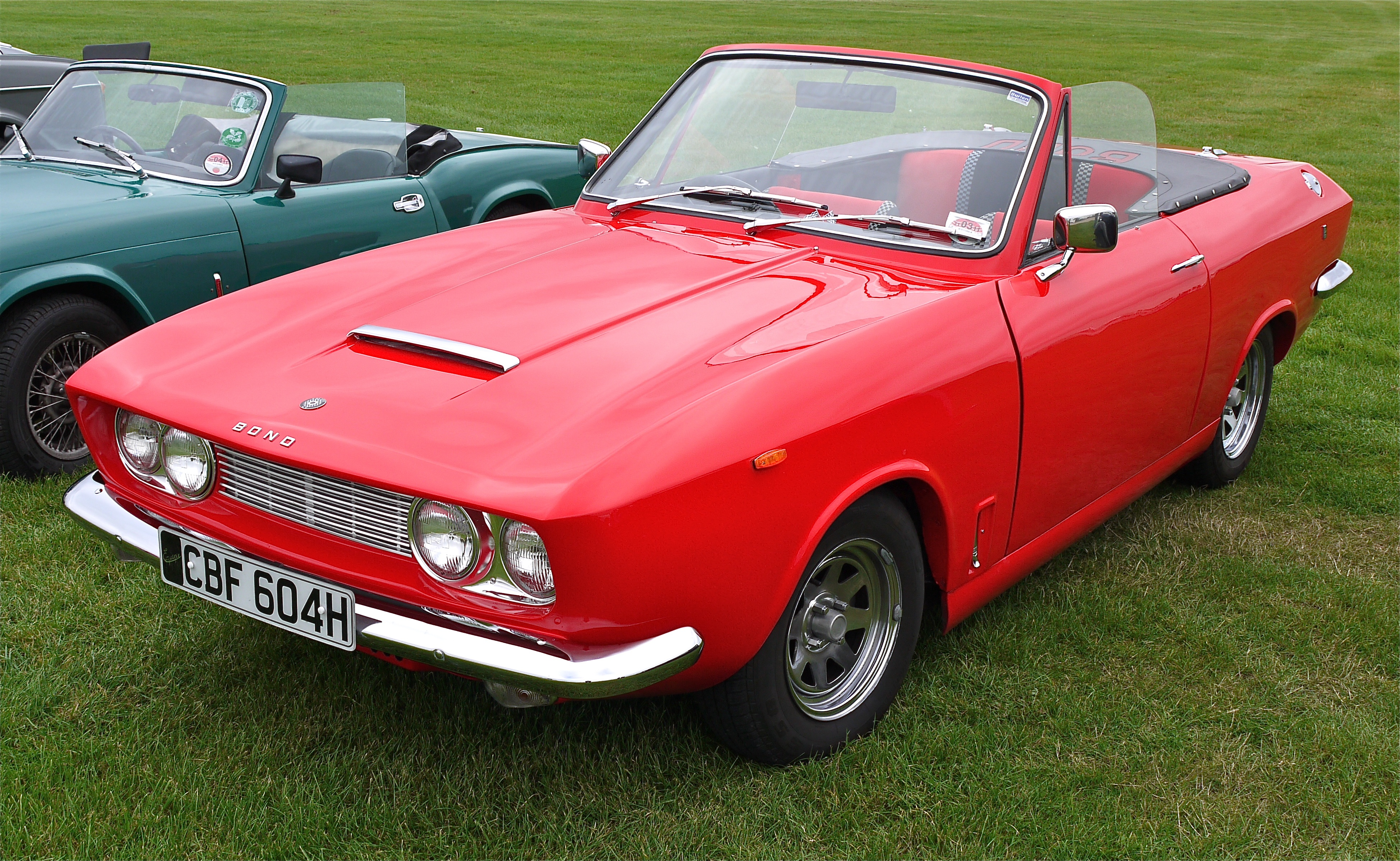
Bond Equipe 2-Litre Convertible

А восени поновлення доходять і до Equipe 2-Litre GT, машина отримує більш потужний 104-сильний мотор, нову підвіску задніх коліс, на замовлення машина тепер може оснащуватися овердрайвом фірми Laycock-de-Normanville, спицьованими колесами, замість керма, оббитого шкірою, можна було замовити дерев'яне Les-Leston, але найголовніше — з'явилася відкрита версія.

## Bond у складі компаній Dutton-Foreshaw Group та Reliant
Наприкінці 1968 року компанію Loxhams and Bradshaw Group, куди входила і Bond Cars Ltd, викуповує Dutton-Foreshaw Group, проте виробництво автомобілів не входило у плани групи, тому автомобільне відділення виставляється на продаж, чим не могли зацікавитися конкуренти з фірми Reliant, які і купують фірму в лютому 1969 року. Проте зроблено це було не стільки через те, щоб поглинути конкурента, скільки через бажання роздобути право продавати власну продукцію через дилерську мережу фірми Triumph. Однак у цей же час концерн BLMC проводить реструктуризацію, і рішенням босів великої фірми розривається договір про продаж продукції фірми Bond через торговельну мережу марки Triumph.
Нові боси дозволили розпочати роботи над новою моделлю, однак у серпні Reliant закриває заводи в Престоні, у зв'язку з цим припиняється виробництво 1.3 л купе і 3-колісного 875, а також ставиться хрест на майбутньому Equipe. Під управлінням фірми Reliant почалося і виробництво водних скутерів, яке також припинилося із закриттям заводу, який не відповідав вимогам нових господарів в плані якості виготовлення продукції.

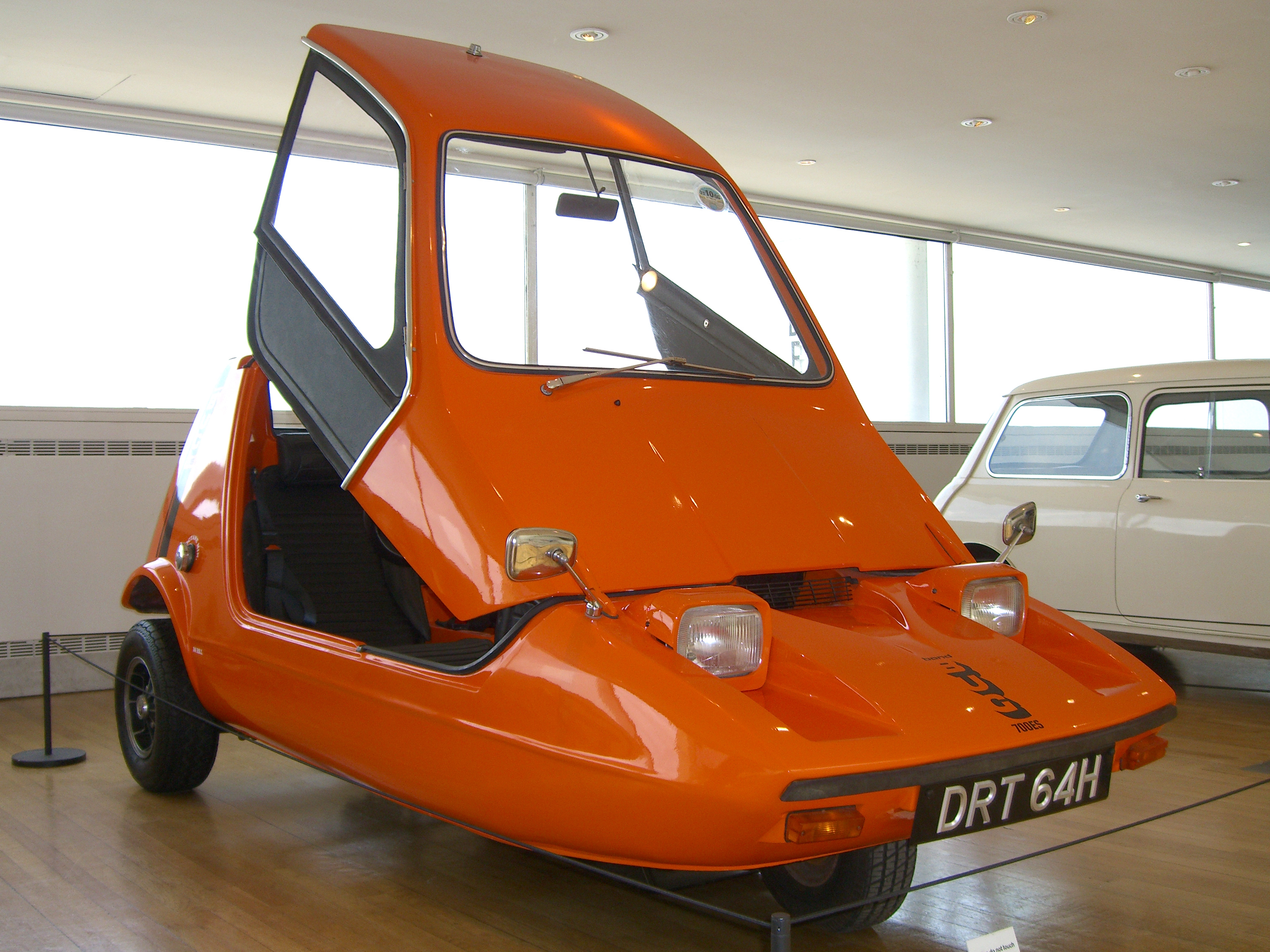
Bond Bug 700ЕS

Однак ще в липні на заводах фірми Reliant почалося виробництво нового 3-колісного автомобіля, який був названий Bond Bug. Дизайн машини спроєктував партнер фірми Reliant — Ogle Design, клиноподібна машина мала верхньопідвісні двері, яка відкривала доступ до сидінь відразу і водієві, і пасажирові. Рама машини була спроєктована спеціально для неї, а технічна начинка була запозичена від Reliant Robin, крім задньої підвіски, яка мала іншу конструкцію, на відміну від Reliant.
Машина оснащувалася 700-кубовим 29-сильним мотором, 4-ступінчастою коробкою передач і гідравлічними гальмами. Вона призначалася молоді, яка хотіла б мати «спортивне» триколісне авто, але до спорту було далеко, машина розвивала всього 126 км/год.
Всі машини забарвлювалися в помаранчевий колір, і оснащувалися чорним салоном, але було побудовано і шість білих машин, спеціально для сигаретної фірми Rothmans, яка використовувала екзотичну машину в рекламних цілях. Машина пропонувалася в 3-х варіантах: 700, Bug 700E, 700ES.
Перша була базовою моделлю, яка навіть не мала боковин купола, друга версія вже базово оснащувалася чорними боковинами, телескопічним амортизатором купола, який плавно піднімав і опускав його, також Е оснащувалася опалювачем, сонячними козирками в салоні і його освітленням, однак за запасне колесо доводилося доплачувати. Зовні відрізнити машини можна було по хромованих вставках в ущільнювачі стекол, оскільки на більш дешеву версію теж можна було замовити боковинки для купола. Топова версія ES відрізнялася наявністю дзеркал заднього ходу, гумовою накладкою на передку (типу бампера), низькопрофільною гумою, бризговиками і спортивним кермом. Також найдорожча мала мотор з більш високим ступенем стиснення, що давало зняти вже 31 к.с. з 700 кубів.

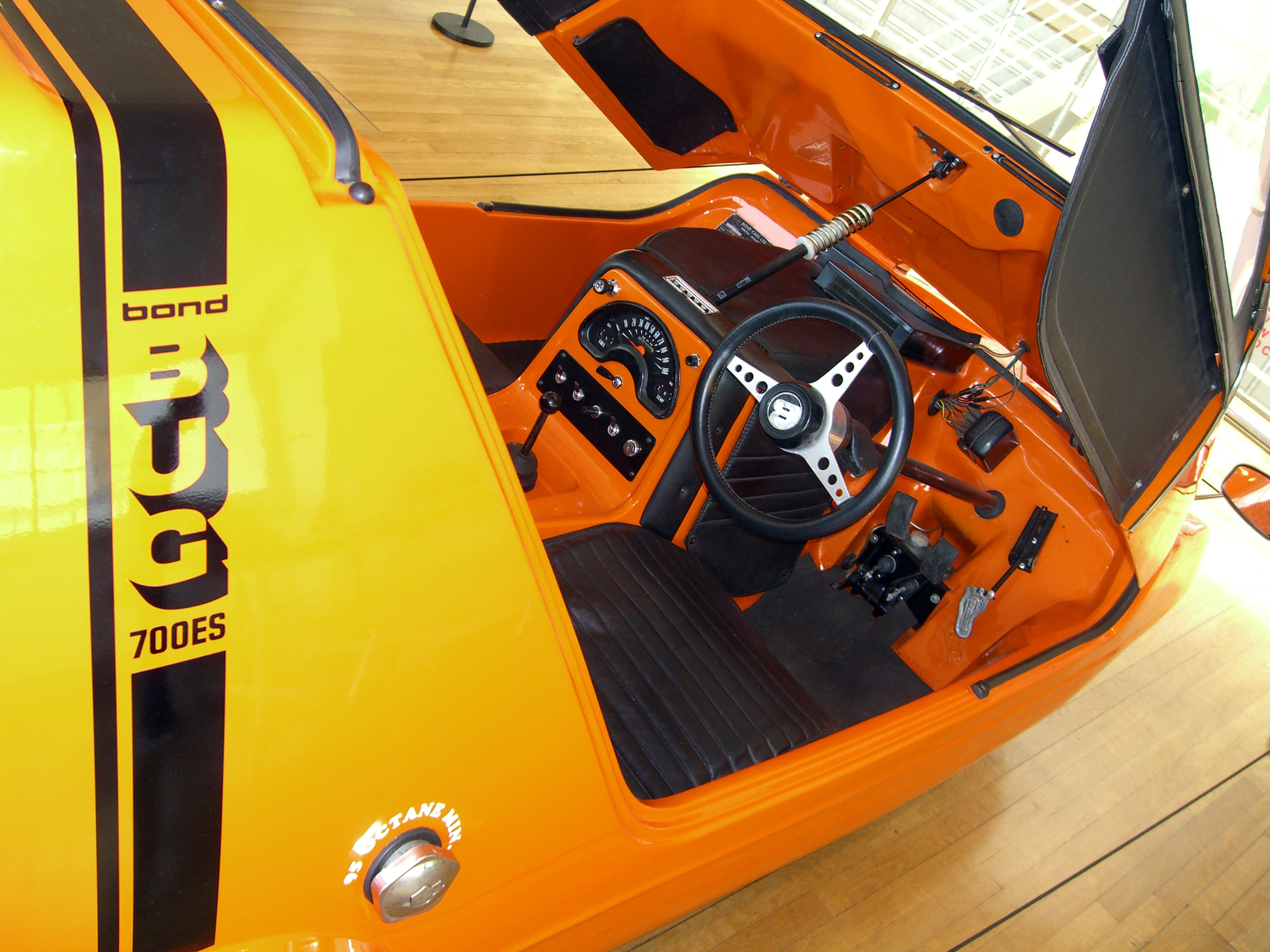
Салон Bond Bug

У жовтні 1973 року з'явилися більш потужні 750-кубові мотори, які також встановили і на «Бага», тепер машини мали тільки два варіанти: 750E і 750ES. Крім 3-колісної версії був план виробляти і чотириколісну модифікацію.

## Припинення виробництва автомобілів. Закриття компанії

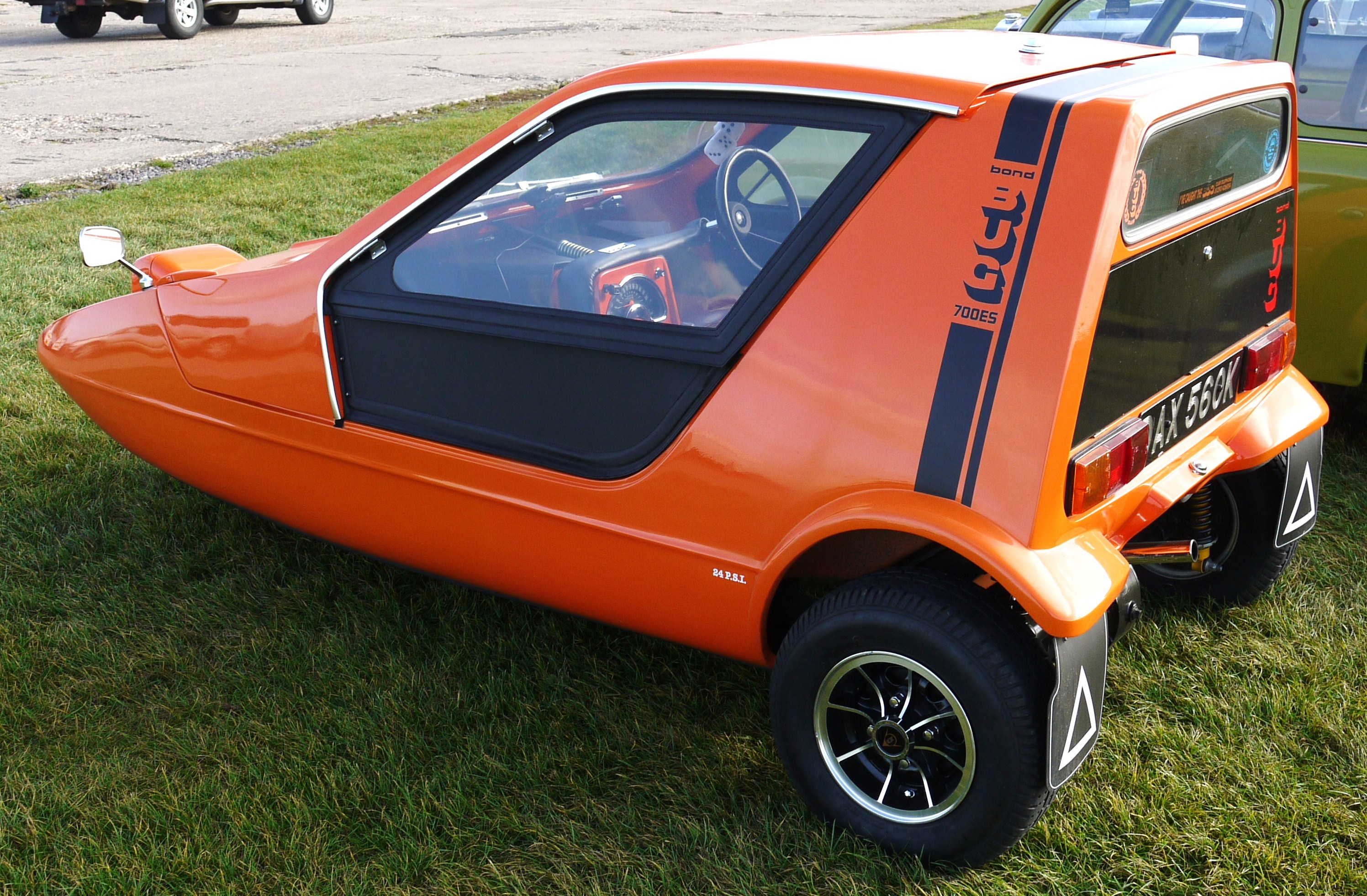
Bond Bug

Машина не виправдала надії босів з Тамворта, адже була занадто дорогою (коштувала дорожче 4-колісного Morris Mini). На серійному виробництві машин поставили хрест, коли в травні 1974 року зійшов останній з 2270 випущених автомобілів цієї моделі, що робило його і останнім цієї марки.